# Annals of Mathematics
Annals of Mathematics (abreviada com a Ann. Math., i també anomenada simplement Annals) és una revista matemàtica bimestral publicada per la Universitat de Princeton i l'Institut d'Estudis Avançats de Princeton, als Estats Units d'Amèrica. Està situada entre les revistes matemàtiques més prestigioses del món segons criteris com el factor d'impacte.
La revista va començar amb el nom The Analyst el 1874, essent-ne Joel E. Hendricks el fundador i editor. Estava «dedicada a oferir un mitjà per la presentació i l'anàlisi de totes les qüestions d'interès o importància en la matemàtica pura o aplicada, abastant especialment tots els descobriments nous i interessants en astronomia teòrica i pràctica, el mecanicisme filosòfic i l'enginyeria». Es publicava a Des Moines, Iowa, i va ser la primera revista matemàtica americana que es publicava amb continuïtat durant més d'un o dos anys. Aquesta revista va deixar de publicar després del seu desè any, el 1883, donant com a explicació el deteriorament de la salut de Hendricks, però Hendricks aconseguí que continués amb uns nous editors, i es va publicar amb el nou nom, Annals of Mathematics, a partir del març del 1884. La nova gestió de la revista la dugué Ormond Stone a la Universitat de Virgínia. Es traslladà a la Universitat Harvard el 1899 abans d'arribar a la seu actual, Princeton, el 1911, on en va ser editor Joseph Wedderburn fins al 1928.
Un període important per la revista va ser entre els anys 1928 i 1958 amb Solomon Lefschetz com a editor. Durant aquest temps, Annals of Mathematics es va anar fent més coneguda i respectada. Aquesta millora, a la vegada, va estimular als matemàtics estatunidencs.
La Universitat de Princeton va continuar publicant la revista per si mateixa fins al 1933, quan l'Institut d'Estudis Avançats de Princeton va prendre el control conjunt de l'edició. Des del 1998 ha estat disponible una edició electrònica, a part de l'edició impresa regular. L'edició electrònica va estar disponible gratuïtament, amb accés obert, fins a l'any 2008. Llavors, les edicions prèvies a l'any 2003 es van transmetre a un arxiu JSTOR no lliure, i els arxius no estan disponibles lliurement fins al cap de 5 anys de la seva publicació.
Els actuals editors d'Annals of Mathematics són:
- Jean Bourgain, Institut d'Estudis Avançats de Princeton
- David Gabai, Universitat de Princeton
- Nick Katz, Universitat de Princeton
- Sergiu Klainerman, Universitat de Princeton
- Richard Taylor, Institut d'Estudis Avançats de Princeton
- Gang Tian, Universitat de Princeton